# Jennifer Lara
Jennifer Lara (ur. 1953, zm. 11 czerwca 2005 w Kingston) – jamajska wokalistka reggae, przez 36 lat kariery związana ze Studio One.
Współpracowała m.in. z Dennisem Brownem, Freddiem McGregorem, Sugarem Minottem, Delroyem Wilsonem i The Ethiopians, nagrywając liczne chórki i duety na albumach wydawanych przez Studio One, gdzie pracowała, według muzykologa Bunny’ego Goodisona, jako "naczelna chórkowa" (ang. resident harmonist) przez 35 lat. Pod koniec lat 70. nagrała album Studio One presents: Jennifer Lara, który doczekał się reedycji po jej śmierci. W 2002 nagrała album Love Lifted Me nakładem wytwórni Jet Star.
Zmarła w 2005 w Kingston Public Hospital w wyniku krwotoku do mózgu spowodowanego nadciśnieniem.

## Dyskografia
- Love Lifted Me (2002, Jet Star)
- Studio One presents: Jennifer Lara (2006 (reedycja), Cox Studio One)